# سركيس مازمانيان
سركيس مازمانيان (مواليد 19 ديسمبر 1972) (بالإنجليزية: Sarkis Mazmanian)‏ عالم أحياء دقيقة أمريكي. يعمل في معهد كاليفورنيا للتقنية منذ عام 2006، وهو حاليًا أستاذ علم الأحياء الدقيقة في لويس ونيلي سوكس (the Luis & Nelly Soux) في قسم البيولوجيا والهندسة البيولوجية. قبل منصبه الحالي، ارتبط بجامعة شيكاغو وكلية هارفارد الطبية. في عام 2012، حصل مازمانيان على زمالة MacArthur عن عمله الرائد في الميكروبيوم البشري.